# Діон Бібі
Діон Бібі (англ. Dion Beebe; нар. 1968, Брисбен, Квінсленд, Австралія) — австралійський кінооператор. Лауреат премії «Оскар» за найкращу операторську роботу у фільмі «Мемуари гейші».

## Біографія
Народився в 1968 році в місті Брисбен, Австралія. У 1972 році разом із сім'єю переїхав до ПАР, навчався в Технічній школі в Преторії. У 1989 році закінчив Австралійську школу кіно, телебачення та радіо в Сіднеї. Зняв кілька документальних стрічок, перш ніж прийшов у ігрове кіно. Дебютував у 1991 році. У 2000-і роки працював переважно в США. Разом із дружиною створив продюсерську компанію Deep Blue Pacific .
Член Австралійського та Американського товариства кінооператорів .

## Фільмографія

### Оператор
- 1992 — Аварія / Crush (реж. Елісон Маклін)
- 1996 — Плавуче життя / Fu sheng (реж. Клара Лоу)
- 1996 — Що я написав / What I Have Written (реж. Джон Г'юз)
- 1998 — Похвала / Praise (реж. Джон Каррен)
- 1999 — Священний дим / Holy Smoke (реж. Джейн Кемпіон)
- 2000 — Богиня 1967 / The Goddess of 1967 (реж. Клара Лоу)
- 2001 — Шарлотта Грей / Charlotte Gray (реж. Джилліан Армстронг)
- 2002 — Еквілібріум / Equilibrium (реж. Курт Віммер)
- 2002 — Чикаго / Chicago (реж. Роб Маршалл)
- 2003 — Темна сторона пристрасті / In the Cut (реж. Джейн Кемпіон)
- 2004 — Співучасник / Collateral (реж. Майкл Манн)
- 2005 — Мемуари гейші / Memoirs of a Geisha (реж. Роб Маршалл)
- 2006 — Поліція Маямі: відділ моралі / Miami Vice (реж. Майкл Манн)
- 2007 — Версія / Rendition (реж. Гевін Гуд)
- 2009 — Дев'ять / Nine (реж. Роб Маршалл)
- 2009 — Загублений світ / Land of the Lost (реж. Бред Сілберлінг)
- 2011 — Зелений ліхтар / Green Lantern (реж. Мартін Кемпбелл)
- 2013 — Мисливці на гангстерів / Gangster Squad (реж. Рубен Флейшер)
- 2014 — На межі майбутнього / Edge of Tomorrow (реж. Даг Лайман)
- 2014 — У темному-тумному лісі / Into the Woods (реж. Роб Маршалл)
- 2016 — 13 годин: Таємні солдати Бенгазі / 13 Hours: The Secret Soldiers of Benghazi (реж. Майкл Бей)
- 2017 — Сніговик / The Snowman (реж. Томас Альфредсон)
- 2018 — Мері Поппінс повертається / Mary Poppins Returns (реж. Роб Маршалл)
- 2019 — Двійник / Gemini Man (реж. Енг Лі)
- 2023 — Русалонька / The Little Mermaid (реж. Роб Маршалл)
- 2026 — Майкл / Michael (реж. Антуан Фукуа)